# دوارتي سيلفا
دوارتي سيلفا هو متزحلق جبال الألب برتغالي، ولد في 20 مارس 1924 في لشبونة في البرتغال.

## وصلات خارجية
- دوارتي سيلفا على موقع أوليمبيديا (الإنجليزية)